# Tracey Hallam
Tracey Hallam (ur. 24 marca 1976 w Burton upon Trent) – angielska badmintonistka, dwukrotna uczestniczka Letnich Igrzysk Olimpijskich w 2004 i 2008.